# El Progreso, San Miguel Coatlán
El Progreso är en ort i Mexiko.   Den ligger i kommunen San Miguel Coatlán och delstaten Oaxaca, i den sydöstra delen av landet, 400 km sydost om huvudstaden Mexico City. El Progreso ligger 2 260 meter över havet och antalet invånare är 103.
Terrängen runt El Progreso är kuperad åt nordost, men åt sydväst är den bergig. Runt El Progreso är det glesbefolkat, med 18 invånare per kvadratkilometer. Närmaste större samhälle är Miahuatlán de Porfirio Díaz, 13,3 km nordost om El Progreso. I omgivningarna runt El Progreso växer huvudsakligen savannskog.